# Conachair
Conachair – najwyższe wzniesienie wyspy Hirta, a także archipelagu St Kilda o wysokości 430 m n.p.m.